# دتلف مولر (بازیکن فوتبال)
دتلف مولر (انگلیسی: Detlef Müller؛ زادهٔ ۲۱ مهٔ ۱۹۶۵) بازیکن فوتبال اهل ترکیه است.
از باشگاه‌هایی که در آن بازی کرده‌است می‌توان به باشگاه ورزشی کوکائلی اسپور، باشگاه فوتبال ترابزون‌اسپور، باشگاه ورزشی ساری‌یر، باشگاه فوتبال قونیه‌اسپور، باشگاه فوتبال بوخوم، و باشگاه فوتبال آنتالیااسپور اشاره کرد.